# Paralovo (Novi Pazar)
Paralovo (Servisch cyrillisch Паралово) is een plaats in de Servische gemeente Novi Pazar. De plaats telt 982 inwoners (2002).